# Philipp Huspek
Philipp Huspek (ur. 5 lutego 1991 w Grieskirchen) – austriacki piłkarz występujący na pozycji pomocnika. Wychowanek SV Grieskirchen, od 2016 jest zawodnikiem austriackiego, pierwszoligowego klubu SK Sturm Graz. Młodzieżowy reprezentant Austrii.